# Ludwig Heberer
Ludwig Heberer (* 24. Juni 1915 in Weinheim; † 1. April 1997 ebenda) war ein deutscher Arzt.

## Leben
Nach seinem Abitur am Realgymnasium in Weinheim studierte Ludwig Heberer Medizin an den Universitäten in Heidelberg, Marburg und Halle.
Am 7. Juni 1939 legte er die ärztliche Prüfung an der Universität Berlin ab. Darauf folgte eine Tätigkeit an der Charité in Berlin, bevor er im gleichen Jahr in die deutsche Luftwaffe eintrat. Im Jahr 1941 promovierte er zum Doktor der Medizin mit einer Arbeit zum Thema „Tierexperimentelle Unterdruckkammerversuche bei vitaminarmer Ernährung unter besonderer Berücksichtigung des Vitamins B1“.
Nach Entlassung aus amerikanischer Kriegsgefangenschaft 1945 arbeitete Heberer am staatlichen Gesundheitsamt in Heidelberg. Es erfolgte eine Weiterqualifikation zum Sportarzt (1952) und Arbeitsmediziner (1976). Weiterhin war er von 1953 bis 1986 als fliegerärztlicher Sachverständiger vom Land Baden-Württemberg bestellt. 1977 wurde er als Regierungsmedizinaldirektor in den Ruhestand versetzt.
Eine herausragende Tätigkeit war auch sein Einsatz als Arzt an der JVA Mannheim-Heidelberg als Regierungsmedizinaldirektor, für die er am 13. Oktober 1978 das Bundesverdienstkreuz am Bande der Bundesrepublik Deutschland verliehen bekam.
Ludwig Heberer war verheiratet und hatte zwei Kinder.

## Auszeichnungen
- Eisernes Kreuz 2. Klasse (1943)
- Frontflugspange der Transportflieger in Gold (1944)
- silberne Ehrennadel des Luftsportvereins Weinheim (1976)
- Bundesverdienstkreuz am Bande (1978)
- Diplom Otto Lilienthal des Aero Clubs e.V. (1982)